# Пашански, Борис
Борис Пашански (серб. Борис Пашански; родился 3 ноября 1982 года в Белграде, СФРЮ) — бывший сербский профессиональный теннисист.

## Общая информация
Борис — один из двух детей Милана Пашански — бывшего профессионального баскетболиста. Его дедушка Ратибор также был спортсменом и выступал за национальную сборную по футболу. Его сестру зовут Мана.
Серб в теннисе с семи лет. Любимое покрытие — грунт.

## Спортивная карьера
Профессиональную карьеру начал в 2001 году. В 2003 году дебютирует в составе Сборной Сербии и Черногории в розыгрыше Кубка Дэвиса. В апреле 2004 года дебютирует в основных соревнованиях ATP-тура, сыграв на турнире в Мюнхене. В июле того же года в Тампере Пашански выигрывает первый титул на турнире серии «челленджер». В июле 2005 года Борис побеждает на двух «челленджерах» в Будаёрше и вновь в Тампере. В августе он выиграл «челленджер» в Самарканде, а в сентябре в Будапеште. После победы на «челленджере» Аракажу пашански впервые в карьере вошёл в Топ-100 мирового рейтинга. За период с мая по ноябрь 2005 года он девять раз выходил в финал «челленджеров» и в пяти из них сумел победить, поднявшись в рейтинге с 323-го на 84-е место.
В январе 2006 года Пашански дебютировал на турнирах серии Большого шлема, сыграв на Открытом чемпионате Австралии. В первом раунде он смог выиграть у Уэйна Артурса, а во втором уступил Николасу Киферу. После Австралии серб побеждает на «челленджере» в Сантьяго. Так же в Чили на турнире ATP в Винья-дель-Мар ему удалось выйти в четвертьфинал. Затем такого же результата он добивается на турнире в Буэнос-Айресе. В парных соревнованиях того турнира, выступая совместно с греком Василисом Мазаракисом Пашански единственный раз в своей карьере выходит в финал турнира ATP. В конце февраля ему еще раз удается выйти в четвертьфинал на турнире в Сан-Паулу. В мае на Открытом чемпионате Франции в первом раунде Пашански проиграл своему соотечественнику Илью Бозоляцу. На Уимблдонском турнире его соперником по первому раунду стал Андре Агасси у которог он смог выиграть один сет, но в итоге уступил со счётом 6-2, 2-6, 4-6, 3-6. На Открытом чемпионате США Борису в первом раунде выпал также серьезный соперник 14-й в мире на тот момент Томаш Бердых. В итоге чешский теннисист обыгрывает Пашански в трёх сетах. Под конец сезона он вылетает из первой сотни мирового рейтинга, сумев ранее (в феврале) по ходу сезона достичь высшей для себя в карьере 55-й строчки.
В апреле 2007 года Пашански, пройдя квалификацию, дошёл до третьего раунда в Барселоне. Также через квалификацию он прошёл на Открытый чемпионат Франции, где проиграл в первом раунде. В сентябре 2007 года он выигрывает «челленджер» в Черкассах, а через неделю возвращается в Топ-100. На Открытом чемпионате Австралии 2008 года Пашански в первом раунде проиграл американцу Марди Фишу. Также на старте он проиграл на Открытом чемпионате Франции, уступив Николасу Альмагро и на Уимблдонском турнире, проиграв Крису Итону. С 2009 года карьера пошла на спад и Пашански принимал участие в основном в туре «челленджер». В октябре 2014 года завершил профессиональную карьеру.

## Рейтинг на конец года
| Год  | Одиночный рейтинг | Парный рейтинг |
| 2014 | 473               | 1 288          |
| 2013 | 488               | 720            |
| 2012 | 169               | 315            |
| 2011 | 417               | 1 188          |
| 2010 | 317               | 1 138          |
| 2009 | 294               | 488            |
| 2008 | 173               | 225            |
| 2007 | 96                | 313            |
| 2006 | 124               | 241            |
| 2005 | 82                | 491            |
| 2004 | 259               | 791            |
| 2003 | 204               | 421            |
| 2002 | 328               | 717            |
| 2001 | 783               | 1 322          |
| 2000 | 1 012             | 1 338          |

## Выступления на турнирах

### Финалы челленджеров и фьючерсов в одиночном разряде (30)

#### Победы (14)
| Условные обозначения |
| Челленджеры (8+3*)   |
| Фьючерсы (6+1)       |

| Титулы по покрытиям | Титулы по месту проведения матчей турнира |
| ------------------- | ----------------------------------------- |
| Хард (1*)           | Зал (1)                                   |
| Грунт (13+4)        | Зал (1)                                   |
| Трава (0)           | Открытый воздух (13+4)                    |
| Ковёр (0)           | Открытый воздух (13+4)                    |

* количество побед в одиночном разряде + количество побед в парном разряде.
| №   | Дата             | Турнир                   | Покрытие | Соперник в финале | Счёт            |
| 1.  | 2 июня 2002      | София, Болгария          | Грунт    | Ивайло Трайков    | 6-2 2-1 — отказ |
| 2.  | 7 июля 2002      | Амстердам, Нидерланды    | Грунт    | Хольгер Фишер     | 6-2 6-4         |
| 3.  | 25 июля 2004     | Тампере, Финляндия       | Грунт    | Эрик Продон       | 6-2 3-6 6-2     |
| 4.  | 15 мая 2005      | Ходмезёвашархей, Венгрия | Грунт    | Амир Хадад        | 7-6(2) 6-1      |
| 5.  | 10 июля 2005     | Будаёрш, Венгрия         | Грунт    | Василис Мазаракис | 6-3 6-2         |
| 6.  | 24 июля 2005     | Тампере, Финляндия       | Грунт    | Роко Каранушич    | 7-6(5) 4-6 7-5  |
| 7.  | 21 августа 2005  | Самарканд, Узбекистан    | Грунт    | Василис Мазаракис | 6-3 6-2         |
| 8.  | 18 сентября 2005 | Будапешт, Венгрия        | Грунт    | Василис Мазаракис | 4-6 6-3 6-0     |
| 9.  | 20 ноября 2005   | Аракажу, Бразилия        | Грунт    | Николас Лапентти  | 7-6(9) 7-5      |
| 10. | 29 января 2006   | Сантьяго, Чили           | Грунт    | Пауль Капдевиль   | 6-2 7-6(9)      |
| 11. | 2 сентября 2007  | Черкассы, Украина        | Грунт    | Сантьяго Вентура  | 7-5 7-6(7)      |
| 12. | 25 марта 2012    | Тренто, Италия           | Хард(i)  | Стефано Гальвани  | 1-6 6-1 7-6(4)  |
| 13. | 19 августа 2012  | Яссы, Румыния            | Грунт    | Виктор Кривой     | 6-7(6) 6-3 7-5  |
| 14. | 13 июля 2014     | Бурк-ан-Брес, Франция    | Грунт    | Янник Ройтер      | 4-6 6-4 6-3     |

#### Поражения (16)
| №   | Дата            | Турнир                   | Покрытие | Соперник в финале        | Счёт            |
| 1.  | 16 июня 2002    | Амстердам, Нидерланды    | Грунт    | Марко Марцолла           | 5-7 3-6         |
| 2.  | 23 июня 2002    | Амстердам, Нидерланды    | Грунт    | Арно Фонтен              | 3-6 5-7         |
| 3.  | 16 марта 2003   | Мессина, Италия          | Грунт    | Винченцо Сантопадре      | 1-6 3-6         |
| 4.  | 4 мая 2003      | Мишкольц, Венгрия        | Грунт    | Игорь Андреев            | 6-3 3-6 4-6     |
| 5.  | 25 мая 2003     | Будапешт, Венгрия        | Грунт    | Йохан Сеттергрен         | 5-7 4-6         |
| 6.  | 1 июня 2003     | Любляна, Словения        | Грунт    | Иржи Ванек               | 3-6 6-3 1-6     |
| 7.  | 22 мая 2005     | Дрезден, Германия        | Грунт    | Василис Мазаракис        | 3-6 2-6         |
| 8.  | 19 июня 2005    | Куэнка, Эквадор          | Грунт    | Зак Флейшман             | 3-6 4-6         |
| 9.  | 7 августа 2005  | Саранск, Россия          | Грунт    | Игорь Куницын            | 5-7 4-6         |
| 10. | 6 ноября 2005   | Монтевидео, Уругвай      | Грунт    | Хуан Мартин дель Потро   | 3-6 6-2 6-7(3)  |
| 11. | 5 ноября 2006   | Аракажу, Бразилия        | Грунт    | Серхио Ройтман           | 1-6 3-6         |
| 12. | 8 июля 2007     | Турин, Италия            | Грунт    | Карлос Берлок            | 4-6 2-6         |
| 13. | 30 марта 2008   | Барлетта, Италия         | Грунт    | Михаил Кукушкин          | 3-6 4-6         |
| 14. | 3 октября 2010  | Неаполь, Италия          | Грунт    | Фабио Фоньини            | 4-6 2-4 — отказ |
| 15. | 24 июня 2012    | Бусто-Арсицио, Италия    | Грунт    | Петру-Александру Лункану | 4-6 6-7(6)      |
| 16. | 21 октября 2012 | Рио-де-Жанейро, Бразилия | Грунт    | Гаштан Элиаш             | 3-6 5-7         |

### Финалы турнировATPв парном разряде (1)

#### Поражение (1)
| Легенда (до 2009/с 2009)             |
| Большой шлем (0)                     |
| Кубок Мастерс / Финал ATP-тура (0)   |
| ATP Masters 1000 (0)                 |
| ATP International Gold / ATP 500 (0) |
| ATP International / ATP 250 (0)      |

| Титулы по покрытиям | Титулы по месту проведения матчей турнира |
| ------------------- | ----------------------------------------- |
| Хард (0)            | Зал (0)                                   |
| Грунт (0)           | Зал (0)                                   |
| Трава (0)           | Открытый воздух (0)                       |
| Ковёр (0)           | Открытый воздух (0)                       |

| №  | Дата            | Турнир                  | Покрытие | Партнёр           | Соперники в финале           | Счёт    |
| 1. | 19 февраля 2006 | Буэнос-Айрес, Аргентина | Грунт    | Василис Мазаракис | Леош Фридль Франтишек Чермак | 1-6 2-6 |

### Финалы челленджеров и фьючерсов в парном разряде (11)

#### Победы (4)
| №  | Дата             | Турнир           | Покрытие | Партнёр          | Соперники в финале                  | Счёт              |
| 1. | 16 марта 2003    | Мессина, Италия  | Грунт    | Иван Сыров       | Фабрис Бетанкур Эдуар Роже-Васслен  | 7-6(4) 6-4        |
| 2. | 24 августа 2008  | Манербьо, Италия | Грунт    | Томас Фаббиано   | Массимо Делл’Акква Алессио ди Мауро | 7-6(7) 7-5        |
| 3. | 2 ноября 2008    | Кали, Колумбия   | Грунт    | Даниэль Кёллерер | Петер Лучак Диего Хункейра          | 6-7(4) 6-4 [10-4] |
| 4. | 15 сентября 2012 | Севилья, Испания | Грунт    | Никола Чирич     | Стефан Франсен Йессе Хута Галунг    | 5-7 6-4 [10-6]    |

#### Поражения (7)
| №  | Дата          | Турнир                   | Покрытие | Партнёр          | Соперники в финале                   | Счёт                 |
| 1. | 16 июня 2002  | Амстердам, Нидерланды    | Грунт    | Иван Сыров       | Хуан-Мартин Арангурен Хектор Моретти | 4-6 2-6              |
| 2. | 23 июня 2002  | Амстердам, Нидерланды    | Грунт    | Иван Сыров       | Дино Даттоли Кейн Дьюхерст           | 6-7(2) 2-6           |
| 3. | 30 июня 2002  | Амстердам, Нидерланды    | Грунт    | Иван Сыров       | Марко Марцолла Ремко Пондман         | 2-6 7-5 1-6          |
| 4. | 9 марта 2003  | Мессина, Италия          | Грунт    | Иван Сыров       | Флориан Альгауэр Стефано Коболли     | 2-6 3-6              |
| 5. | 15 мая 2005   | Ходмезёвашархей, Венгрия | Грунт    | Виктор Троицки   | Норберт Пакаи Тибор Сатмари          | 3-6 3-6              |
| 6. | 25 марта 2007 | Рабат, Марокко           | Грунт    | Петер Лучак      | Орест Терещук Юрий Щукин             | 7-6(8) 6-7(4) [3-10] |
| 7. | 24 июня 2012  | Бусто-Арсицио, Италия    | Грунт    | Антонио Компорто | Вальтер Трузенди Стефано Янни        | 3-6 3-6              |